# Culex manusensis
Culex manusensis är en tvåvingeart som beskrevs av Sirivanakarn 1975. Culex manusensis ingår i släktet Culex och familjen stickmyggor. Inga underarter finns listade i Catalogue of Life.